# Sachsen-Weimar
Công quốc Sachsen-Weimar (tiếng Đức: Herzogtum Sachsen-Weimar) là một trong những nhà nước của Các công quốc Ernestine do nhánh Ernestine của triều đại Wettin nắm giữ ở bang Thuringia, Đức ngày nay, vì thế nó cũng là một nhà nước thành viên thuộc Đế chế La Mã Thần thánh. Kinh đô của nó đặt tại Weimar. Chi nhánh Weimar là chi nhánh cao cấp nhất còn tồn tại về mặt phả hệ của Nhà Wettin.
Sachsen-Weimar ra đời trong lần phân rách lãnh thổ đầu tiên của dòng Ernestine, được thực hiện bởi Hoàng đế Maximilian II của Thánh chế La Mã vào năm 1572. Nguyên nhân sự phân tách lãnh thổ này đến từ việc Johann Friedrich II, Công tước xứ Sachsen đã thất bại trong quá trình thực hiện cuộc nổi dậy nhầm đòi lại ngôi Tuyển hầu xứ Sachsen từ dòng Albertine, vị công tước vị giam cầm vĩnh viễn, còn lãnh thổ thì được chia cho em trai của ông là Johann Wilhelm và 2 con trai ông. Người em trai nhận Weimar và lập ra Công quốc Sachsen-Weimar.
Năm 1809, Sachsen-Weimar kết hợp với Sachsen-Eisenach để lập ra Công quốc Sachsen-Weimar-Eisenach và đến năm 1815, được Đại hội Viên nâng lên thành Đại công quốc, nó tồn tại cho đến khi Đế quốc Đức thất bại trong Thế chiến thứ nhất vào năm 1918.

## Lịch sử

### Phân vùng Leipzig
Vào cuối thế kỷ XV, phần lớn khu vực ngày nay là Thuringia, bao gồm cả khu vực xung quanh Weimar đều do Tuyển hầu xứ Sachsen nắm giữ. Theo Hiệp ước Leipzig năm 1485, vùng đất của Nhà Wettin đã được phân chia giữa Tuyển đế hầu Ernst của Sachsen và em trai ông ta là Albrecht III, với các vùng đất phía Tây ở Thuringia cùng với quyền Tuyển đế hầu thuộc về nhánh Ernestine của gia đình.
Cháu trai của Ernest là Tuyển đế hầu Johann Friedrich I đã bị tước bỏ tước hiệu tuyển đế hầu trong Lễ chiếm đóng Wittenberg năm 1547, sau khi ông này thất bại trong việc lãnh đạo Liên minh Schmalkaldic của các Thân vương Tin Lành chống lại phe Công giáo của Hoàng đế Karl V của Thánh chế La Mã. Tuy nhiên, theo Hòa ước Passau năm 1552, ông được ân xá và được phép giữ lại vùng đất của mình ở Thuringia. Sau khi ông qua đời năm 1554, con trai ông là Johann Friedrich kế vị ông, trở thành "Công tước xứ Sachsen", cư trú tại Gotha. Những nỗ lực của ông nhằm giành lại ngôi vị Tuyển đế hầu đã thất bại: trong cuộc nổi dậy năm 1566 do Wilhelm von Grumbach xúi giục, công tước đã bị Hoàng đế Maximilian II cấm cửa và bỏ tù suốt đời.

### Phân vùng Erfurt
Johann Friedrich II được kế vị bởi em trai ông là Johann Wilhelm, người trong một thời gian ngắn cũng không được hoàng đế Thánh chế La Mã sủng ái vì liên minh với Vua Charles IX của Pháp. Năm 1572, Hoàng đế Maximilian II thi hành phân chia Phân khu Erfurt, theo đó vùng đất Ernestine được chia cho Công tước Johann Wilhelm và hai người con trai còn sống của Johann Friedrich II bị cầm tù. Johann Wilhelm giữ lại Công quốc Sachsen-Weimar, trong khi các cháu trai nhỏ của ông nhận được các lãnh thổ phía Nam và phía Tây xung quanh Coburg và Eisenach.
Quá trình chia tách lãnh thổ này là sự phân chia đầu tiên trong số nhiều phân vùng; trong ba thế kỷ tiếp theo, các vùng đất bị chia tách khi các công tước có nhiều hơn một con trai và đôi khi các lãnh thổ chia tách được hợp nhất lại khi các công tước qua đời mà không có người thừa kế trực tiếp, nhưng tất cả các vùng đất vẫn thuộc nhánh Ernestine của Nhà Wettin. Kết quả là, Công quốc Sachsen-Weimar đã nhiều lần thu hẹp lại hoặc mở rộng lãnh thổ. Các quốc gia ở Thuringia trong suốt thời kỳ này thường bao gồm một số thửa đất lãnh thổ không liền kề với nhiều quy mô khác nhau. Đối mặt với việc thiếu quyền lực chính trị, những người cai trị các nhà nước nhỏ này đã xây dựng những gia đình quân chủ lộng lẫy tại nơi ở của họ và theo đuổi những thành tựu văn hóa hơn là chính trị.
Công tước Johann Wilhelm, đau buồn vì mất mát, qua đời năm 1573, được kế vị bởi con trai ông là Friedrich Wilhelm I. Sau khi ông qua đời vào năm 1602, Sachsen-Weimar một lần nữa được chia cho em trai Johann II và con trai nhỏ của Friedrich Wilhelm là Johann Philipp, người đã nhận lãnh thổ và lập ra Công quốc Sachsen-Altenburg. Con trai của Johann Philipp là Johann Ernst I, Công tước xứ Saxe-Weimar nhân dịp chôn cất mẹ mình là Dorothea Maria xứ Anhalt vào năm 1617 đã thành lập Hội sinh thái học.

### Chiến tranh Ba mươi năm
Khi Chiến tranh Ba mươi năm bùng nổ, Công tước Johann Ernst I đã ủng hộ các điền trang của người Bohemia theo đạo Tin Lành dưới quyền "Vua mùa đông" Friedrich V xứ Pfalz, người đã bị đánh bại trong Trận Núi Trắng năm 1620. Bị Hoàng đế Ferdinand II của Thánh chế La Mã tước bỏ danh hiệu, ông vẫn là một đối thủ gay gắt của triều đại Habsburg Công giáo và qua đời trong chiến dịch Hungary của Ernst von Mansfeld năm 1626.
Em trai ông là Công tước Wilhelm làm nhiếp chính vương từ năm 1620, đảm nhận chức vụ công tước xứ Sachsen-Weimar sau khi ông qua đời. Lúc đầu, cũng là người ủng hộ các mối quan tâm của đạo Tin Lành, sau cái chết của Vua Gustav II Adolf của Thụy Điển, ông đã chọn tuân theo Hòa ước Praha (1635) mà anh em họ dòng Albertine của ông đã đàm phán với Hoàng đế Thánh chế La Mã - chống lại sự phản đối của em trai ông, Tướng Bernard xứ Sachsen- Weimar, người đã gia nhập quân đội Pháp dưới thời Hồng y Richelieu. Tuy nhiên, giống như nhiều vùng đất của Đế chế La Mã Thần thánh, vùng đất Weimar bị tàn phá bởi các hoạt động chiến tranh cũng như bệnh dịch hạch.
Vào năm 1638, Hai chi nhánh Ernestine là Sachsen-Eisenach và Sachsen-Coburg bị tuyệt tự dòng nam sau cái chết của Johann Ernst, Công tước xứ Sachsen-Eisenach, Wilhelm xứ Sachsen-Weimar được thừa kế phần lớn tài sản. Tuy nhiên, vào năm 1640, ông phải lôi kéo các em trai của mình là Ernst I và Albrecht IV, qua đó (tái) thành lập các Công quốc Sachsen-Gotha và Sachen-Eisenach tồn tại trong thời gian ngắn, một lần nữa bị giải thể sau cái chết của Công tước Albrecht vào năm 1644.
Kế hạch sắp xếp lại Các công quốc Ernestine khác diễn ra vào năm 1672, sau khi Công tước Friedrich Wilhelm III xứ Sachsen-Altenburg, hậu duệ của Công tước Johann Phillip, qua đời mà không có người thừa kế và anh họ của ông là Công tước Johann Ernst II xứ Sachsen-Weimar được thừa kế các phần của công quốc của ông, vốn ban đầu có bị tách khỏi lãnh thổ Sachsen-Weimar vào năm 1602. Johann Ernst II ngay lập tức chia vùng đất Sachsen-Weimar mở rộng cho ông và các em trai Johann Georg I và Bernhard II, những người đã nhận được các Công quốc Sachsen-Eisenach và Sachsen-Jena, được hoàn nguyên cho Sachsen-Weimar sau cái chết của con trai Bernhard là Công tước Johann Wilhelm vào năm 1690.

### Chủ nghĩa cổ điển Weimar

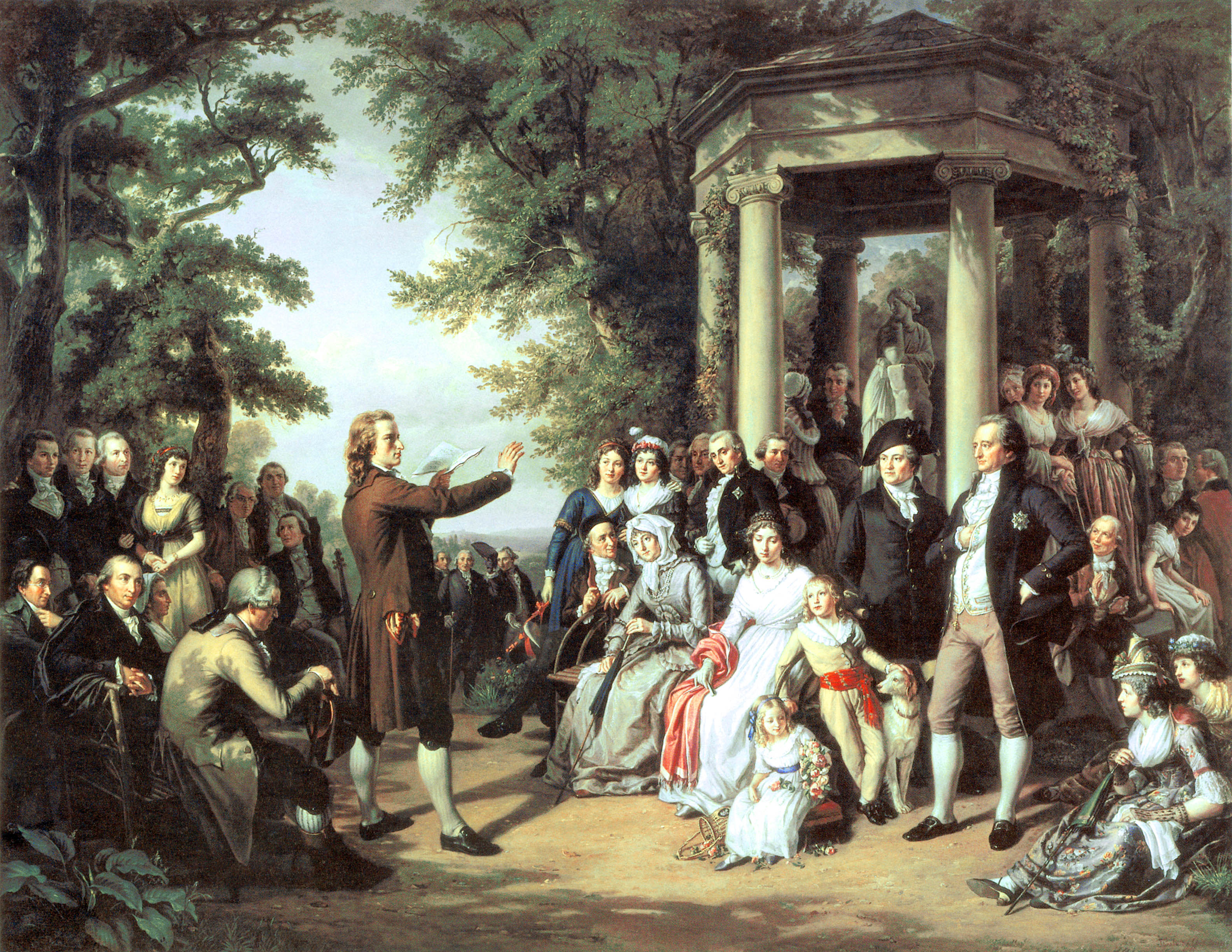
Theobald von Oer: Triều đình Weimar của các nàng thơ (1860); Schiller đọc tại Schloss Tiefurt, Wieland, Herder và Goethe là một trong số những thính giả

Sau cái chết của hậu duệ John George, Wilhelm Heinrich vào năm 1741, Công tước Ernst August I xứ Sachsen-Weimar cũng thừa kế Công quốc Sachsen-Eisenach. Sau đó, ông cai trị cả hai công quốc trong liên minh cá nhân và quyết định thúc đẩy sự phát triển các điền trang của mình bằng cách thực hiện nguyên tắc thừa kế.
Con trai ông là Ernest Augustus II, người kế vị ông năm 1748, qua đời năm 1758, sau đó Nữ hoàng Maria Theresia đã bổ nhiệm người góa phụ trẻ, Công tước phu nhân Anna Amalia, nhiếp chính đất nước và là người giám hộ cho đứa con trai sơ sinh của bà là Công tử Karl August. Quyền nhiếp chính của Anna Amalia đầy nghị lực và triều đại của Karl August, người được nhà văn Christoph Martin Wieland nuôi dưỡng, đã tạo nên một đỉnh cao trong lịch sử của Sachsen-Weimar. Cả hai đều là những người bảo trợ tận tâm cho văn học và nghệ thuật, Anna Amalia và Karl August đã thu hút các học giả hàng đầu của Đức đến triều đình của họ, bao gồm Johann Wolfgang von Goethe, Friedrich Schiller và Johann Gottfried Herder, và biến nơi cư trú của họ ở Weimar trở thành một trung tâm văn hóa quan trọng trong, được nhắc đến như là Chủ nghĩa cổ điển Weimar.
Năm 1804, Công tước Karl August thực hiện liên hôn với Hoàng tộc Nga bằng cách gả con trai và người thừa kế Công tử Karl Friedrich cho Nữ đại công tước Maria Pavlovna, em gái của Hoàng đế Alexander I của Nga. Tuy nhiên, cùng lúc đó, ông Liên minh với Vương quốc Phổ trong Chiến tranh Liên minh thứ Tư chống lại Đệ nhất Đế chế Pháp của Napoleon I, và sau thất bại trong Trận Jena-Auerstedt, ông buộc phải gia nhập Liên bang Rhein của Napoléon vào năm 1806. Năm 1809, Sachsen-Weimar và Sachsen-Eisenach, vốn chỉ được hợp nhất dưới danh nghĩa, đã chính thức được sáp nhập vào Sachsen-Weimar và tạo ra Công quốc Sachsen-Weimar-Eisenach; Sau khi người Pháp thất bại trong Chiến tranh Napoleon, Đại hội Viên đã nâng nó lên Đại công quốc.

## Các công tước xứ Sachsen-Weimar
- Johann Wilhelm (1554–73)
- Friedrich Wilhelm I (1573–1602), con trai của Johann Wilhelm
  - Johann II (1602–05), em trai
- Johann Ernest I (1605–20), con trai của Johann
  - Wilhelm (1620–62), em trai
- Johann Ernest II (1662–83), con trai của Wilhelm
- Wilhelm Ernest (1683–1728), con trai của Johann Ernest II
- Johann Ernst III (1683–1707), con trai của Johann Ernst II
- Ernst August I (1707–48), con trai của Johann Ernst III
- Ernest August II (1748–58), con trai của Ernst August I
- Karl August (1758–1809), con trai của Ernst August II

Hợp nhất với Sachsen-Eisenach để tạo thành Sachsen-Weimar-Eisenach